# آننإربه
آننإربه Ahnenerbe (تُلفظ بالألمانية: [ˈʔaːnənˌʔɛʁbə]، تراث الأجداد) كان مجمع تفكير في ألمانيا النازية بين عامي 1935 و1945. كان ملحقًا لشوتزشتافل تم إنشاؤه بواسطةهاينريش هيملر، زعيم الرايخ إس إس. تم تكريسه لمهمة الترويج للعقائد العنصرية التي تبناها أدولف هتلر وحزبه النازي الحاكم، وبالتحديد من خلال دعم فكرة أن الألمان المعاصرين قد انحدروا من عرق آري قديم كان متفوقًا بيولوجيًا على المجموعات العرقية الأخرى. تضم المجموعة المفكرين والعلماء من مجموعة واسعة من التخصصات الأكاديمية.
جاء هتلر إلى السلطة في عام 1933، وعلى مدار السنوات التالية، حول ألمانيا إلى دولة الحزب الواحد تحت سيطرة حزبه النازي وتحكمها ديكتاتوريته الشخصية. تبنى فكرة أن الألمان المعاصرين ينحدرون من الآريين القدام، الذين ادعى - على عكس المفاهيم الأكاديمية الراسخة لما قبل التاريخ - كان مسؤولاً عن معظم التطورات الرئيسية في تاريخ البشرية مثل الزراعة والفن والكتابة. لم تقبل نظرياته العنصرية وادعاءاته عن عصور ما قبل التاريخ من قبل غالبية المجتمع العلمي في العالم، وتم اتخاذ قرار لمنحهم دعما أكاديميا أكبر. تم إنشاء Ahnenerbe بهدف تقديم أدلة على العقيدة العنصرية النازية وترويج هذه الأفكار للجمهور الألماني من خلال الكتب والمقالات والمعارض والمؤتمرات. فسر علماء Ahnenerbe الأدلة لتناسب معتقدات هتلر، ولفقت بعض الأدلة عمدا لتاكيد بذلك؛ العديد من أفكارهم تعتبر علم زائفة. أرسلت المنظمة بعثات مختلفة إلى أجزاء أخرى من العالم، عازمة على العثور على أدلة على التوسع الآري القديم.
استخدمت الحكومة النازية بحث Ahnenerbe لتبرير العديد من سياساتها. على سبيل المثال، زعم مركز الأبحاث أن الأدلة الأثرية تشير إلى أن الآريين القدماء الذين عاشوا في جميع أنحاء أوروبا الشرقية تم ذكرها لتبرير التوسع العسكري الألماني في تلك المنطقة. وقد تم الاستشهاد أيضًا بأبحاث Ahnenerbe في تبرير الهولوكوست، والقتل الجماعي لليهود وغيرهم من المجموعات - بما في ذلك الغجر والمثليين جنسياً - من خلال معسكرات الإبادة وغيرها من الطرق. في عام 1937 تم تغيير اسم المشروع إلى مجتمع البحث والتعليم في تراث الأجداد (Forschungs- und Lehrgemeinschaft des Ahnenerbe). تم تعليق بعض تحقيقات المجموعة عند اندلاع الحرب العالمية الثانية عام 1939. قرب نهاية الحر، دمر أعضاء Ahnenerbe الكثير من الأعمال الورقية للمنظمة لتجنب ذلك تجريمهم في محاكم جرائم الحرب.
هرب العديد من أعضاء Ahnenerbe من سياسات اجتثاث النازية في ألمانيا الغربية وظلوا ناشطين في المؤسسة الأثرية في البلاد طوال عقود ما بعد الحرب. ظلت أفكار Ahnenerbe شائعة في بعض الدوائر النازية واليمينية المتطرفة، كما أثرت أيضًا على علماء الآثار الهامشيين في وقت لاحق.

## خلفية

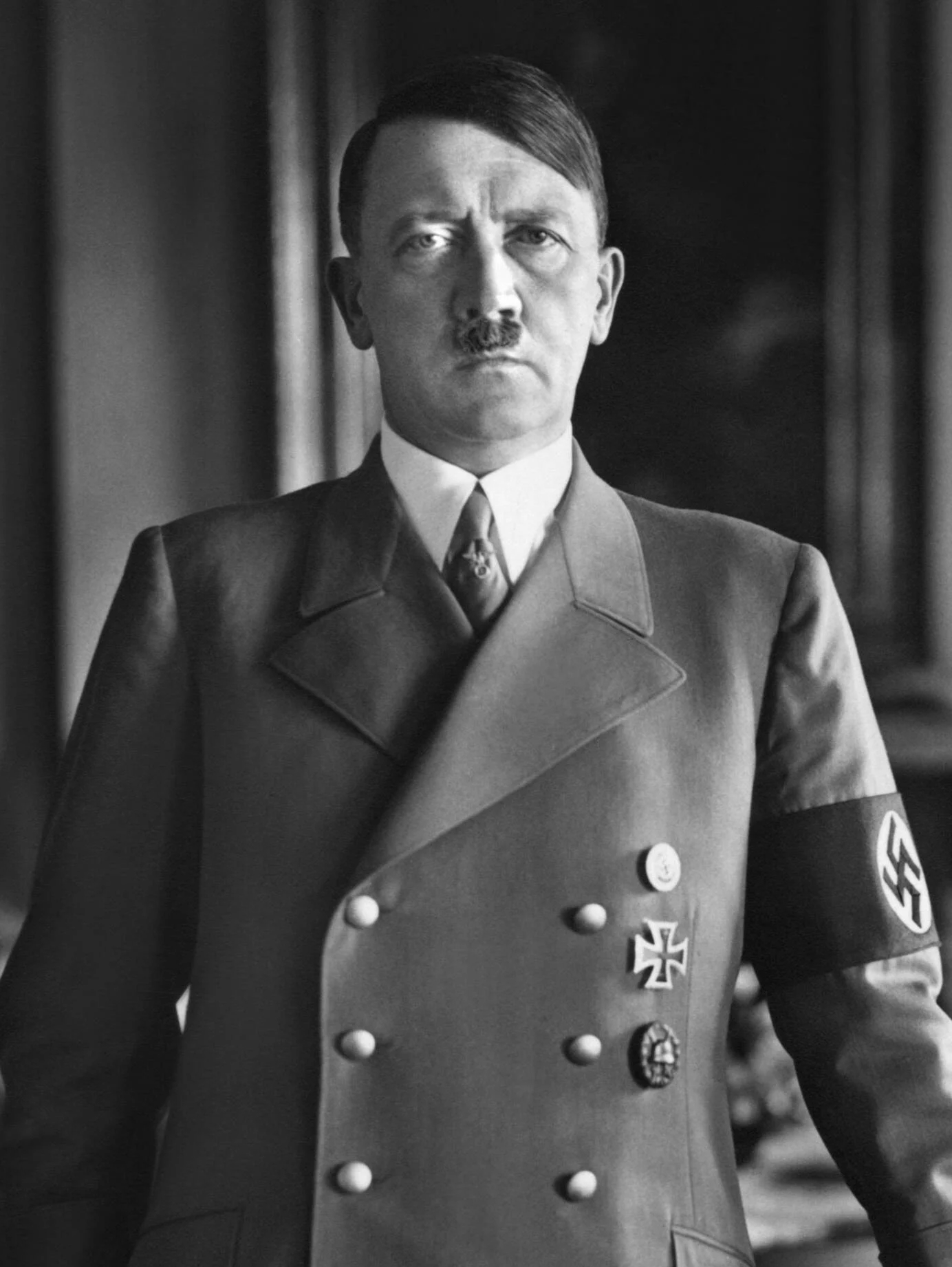
أدولف هتلر، الذي ألهمت معتقداته حول تطور الجنس البشري أبحاث هننرب

اعتقد هتلر أنه يمكن تقسيم البشرية إلى ثلاث مجموعات: «مؤسسو الثقافة، حاملو الثقافة، مدمرو الثقافة».  كان مؤسسو الثقافة، من وجهة نظر هتلر، سباقًا آريانيًا متميزًا بيولوجيًا كان يعتقد أنه كان طويل القامة وأشقر ونشأ في شمال أوروبا. كان يعتقد أنه في فترة ما قبل التاريخ، كان العرق الآري مسؤولاً عن جميع التطورات الهامة في الثقافة الإنسانية، بما في ذلك الزراعة والهندسة المعمارية والموسيقى والأدب والفنون البصرية.  كان يعتقد أن معظم الألمان المعاصرين كانوا من نسل هؤلاء الآريين ورثوا وراثياً التفوق البيولوجي للآريين في الأجناس الأخرى.  كان المدمرون للثقافة، من وجهة نظر هتلر، هم اليهود، الذين لم يعتبرهم سكان متنوعين جينيا يتشاركون في بعض الصفات الإثنية - الثقافية والدينية - كما تم الاعتراف بهم على نطاق واسع - ولكن كجنس موحد ومميز بيولوجيًا. لقد اعتقد أنه أينما ذهب اليهود، فإنهم دمروا الثقافات المحيطة بهم ودمروها في النهاية. 

### الحزب النازي يتولى السلطة
في الانتخابات الفيدرالية عام 1932، حصل النازيون على 230 مقعدًا في الرايخستاغ، مما جعله أكبر حزب منفرد ولكن بدون أغلبية مسيطرة.  بعد ستة أشهر، عين الرئيس بول فون هيندنبورغ هتلر في منصب المستشار، وبعد ذلك عزز هذا الأخير هيمنة النازيين على الحكومة. في فبراير 1933، أقنع هتلر فون هيندنبورغ بإصدار مرسوم حريق الرايخستاغ، بتعليق الحريات المدنية قانونًيا.  قام هيملر، الذي عُين حديثًا كرئيس لشرطة ميونيخ، باعتقال من اعتبرهم تهديدًا للنازيين - بمن فيهم الصحفيون ومنظمو العمل وقادة الجالية اليهودية والاشتراكيون والشيوعيون - وسجنهم في معسكر الاعتقال داكاو.  وافق هتلر على تكتيكات هيملر وعينه رئيسًا للشرطة السياسية في جميع أنحاء ألمانيا. 

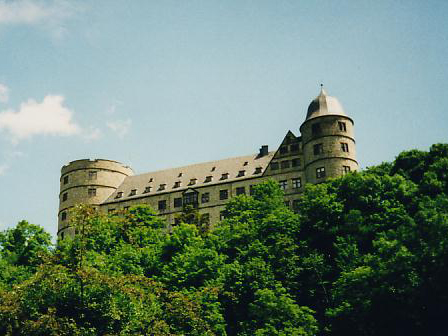
قلعة Wewelsburg، التي اعتمدها هيملر كقاعدة لقوات الأمن الخاصة بناءً على نصيحة من السحر والتنجيمكارل ماريا ويليجوت

في عام 1933، بدأ هيملر خطط بتأسيس «أكاديمية الشمال» للمساعدة في تعليم الرتب العليا لضباط شوتزشتافل.  وقد ساعده في ذلك كارل ماريا ويليجوت، عالم السحر والتنجيم الذي كان يتمتع بشعبية في الأوساط القومية المتطرفة الألمانية.  أحضر هيملر ويليجوت إلى قوات الأمن الخاصة - حيث ارتقى في نهاية المطاف إلى رتبة بريغيجاديه فوهرر - ومنحه فيلا خاصة في برلين.  باستخدام نبوءات ويليجوت كدليل له، اختار هيملر قلعة ويلسبورغ في ويستفاليا لتكون قاعدة للعديد من عمليات قوات الأمن الخاصة.  تم استخدام المهندس المعماري هيرمان بارتلز للإشراف على عمليات التجديد للقلعة لجعلها مناسبة لاستخدام قوات الأمن الخاصة.  كجزء من هذه التعديلات، أصبحت إحدى الغرف في المبنى تُعرف باسم "The Grail Room" مع وضع بلورة صخرية تمثل الكأس المقدسة في موقع مركزي.  أسس هيملر أيضًا متحفًا خاصًا في القلعة، يعمل فيه عالم الآثار الشاب فيلهلم جوردان لإدارته. 

## التاريخ

### انعقاد

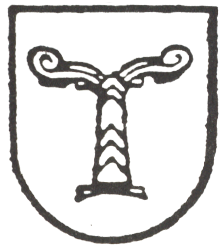
هننرب رمز إيرمينسول

في 1 يوليو 1935، نظم هيملر اجتماعًا في مقر SS في برلين حيث ناقش رغبته في إنشاء معهد للأبحاث في عصور ما قبل التاريخ.  بحضور كلا من ويرث والخبير الزراعيريتشارد فالتر داري، واستجاب كلاهما بحماس لهذه الفكرة.  تم إطلاق المجموعة كإدارة لروشا.  أصبح ويرث رئيسًا للمجموعة في حين تولى هيملر دور المشرف وهو منصب يستلزم تحكمًا كبيرًا عن طريق تكليفه بمجلس أمناءها.  كان هدفها الرسمي «تعزيز علم التاريخ الفكري القديم». 
تم تسمية المنظمة في البداية باسم "Deutsches Ahnenerbe" Studiengesellschaft für Geistesurgeschichte (جمعية دراسة تاريخ الأفكار البدائية ""، ولكن سرعان ما اختصر هذا الاسم إلى Ahnenerbe.  وكان هذا المصطلح الألماني «لشيء ورثه عن الأسلاف».  كان أول مبنى في Ahnenerbe رقم 29 و30 من شارع Brüderstrasse، وهو شارع من القرن الثالث عشر في برلين، وقد تم استئجار هذه المباني الركنية من قطب متجر المدينة Rudolf Herzog. في البداية، كان يعمل سبعة أعضاء من فريق العمل.  انعكاسًا لتأكيد ويرث على فكرة النص الآري القديم، كان تركيز المنظمة في وقت مبكر على ما أسماه ويرث «دراسات الرموز والنصوص».  على سبيل المثال، كلف أحد الباحثين، Yrjö von Grönhagen ، جمع التقاويم الخشبية الفنلندية التي كانت محفورة برموز مختلفة. 

### المحرقة
استخدم هيملر بحث Ahnenerbe لتغذية المحرقة وتبريرها.  في خطاب ألقاه عام 1937 في باد تولز، أعلن هيملر أن وجود أجسام مغيضية في شمال غرب أوروبا، والتي تشهد على تقاليد العصر الحديدي التي قتل فيها الأفراد وترسبت في المستنقعات، يجب أن تمثل القضاء على المثليين جنسياً.  كانت هذه فكرة تبناها من عالم الآثار هربرت Jankuhn.  كان اعتماده لهذا الاقتراح مرتبطًا بخوفه من المثليين من أن المثلية الجنسية للذكور يمكن أن تنتقل وأنها يمكن أن تنتشر داخل صفوف قوات الأمن الخاصة وغيرها من الأماكن من رابطة الذكور ما لم يتم تنفيذ تدابير قوية لمنع ذلك.  ثم ادعى هيملر أن هذا التقليد القديم المزعوم شرعي لإبادة المثليين جنسيا في مجتمعه.  تم القبض على ما يصل إلى 15000 من الرجال المثليين وسجنوا في معسكرات الاعتقال، حيث مات ما يصل إلى 60 في المئة. 

### الحرب العالمية الثانية
في خضم الغزو الألماني لبولندا، أرسل Ahnenerbe فريقًا إلى وارسو لإزالة أي مواد من متاحفها التي يعتقدون أنها ألمانية الأصل.  عند اندلاع الحرب العالمية الثانية في عام 1939، تم تأجيل الرحلات الاستكشافية الأربع الأخرى التي خطط لها Ahnenerbe - إلى إيران وجزر الكناري والأنديز وآيسلندا - إلى أجل غير مسمى. 
في نهاية الحرب، دمر أعضاء Ahnenerbe الكثير من الأعمال الورقية للمنظمة خشية أن يجرموهم خلال محاكمات جرائم الحرب في المستقبل. 

## البعثات

### كاريليا
في عام 1935، اتصل هيملر مع أحد النبلاء والمؤلفين الفنلنديين ‏، Yrjö von Grönhagen، بعد أن شوهدت إحدى مقالاته عن فولكلور كاليفالا في إحدى صحف فرانكفورت. وافق Grönhagen على قيادة رحلة استكشافية عبر منطقة كاريليا في فنلندا لتسجيل السحر والشعوذة الوثنية. نظرًا لوجود شكوك حول ما إذا كان الكاريليون سيسمحون بالتصوير أم لا، قام المصور الفنلندي أولا فورسيل بمرافقة الفريق. عالم الموسيقى Fritz Bose [الإنجليزية] أحضر معه مغنيتوفون، على أمل تسجيل الهتافات الوثنية.
غادر الفريق في رحلته في يونيو 1936. نجاحهم الأول كان مع مغني تقليدي، Timo Lipitsä [الإنجليزية]، الذي عرف أغنية تشبه عن كثب أغنية في كاليفالا على الرغم من أنه لم يكن على علم بالكتاب. في وقت لاحق، في Tolvajärvi، قام الفريق بتصوير وتسجيل Hannes Vornanen وهو يلعب كانتيلي الفنلندية التقليدية.
كان أحد النجاحات الأخيرة للفريق هي العثور على Miron-Aku، وهو وسيط روحاني يُعتقد أنه ساحر من قبل السكان المحليين. عند مقابلة المجموعة، ادعى أنه تتوقع وصولهم. أقنع الفريق بأداء طقوس أمام الكاميرا ومسجل الشريط الذي استدعت فيه أرواح الأسلاف و «الأحداث الإلهية المستقبلية». كما سجل الفريق معلومات عن حمامات البخار الفنلندية.

### فاسترجوتلاند
بعد عرض شرائح في 19 فبراير 1936، من رحلته إلى بوهسلان، وهي منطقة في جنوب غرب السويد، أقنع ويرث هيملر بإطلاق رحلة استكشافية إلى المنطقة، وهي أول بعثة رسمية تمولها آهنيرب. اشتهر بوهسلان بكمياته الضخمة من المنحوتات الصخرية، والتي اعتقد ويرث أنها دليل على وجود نظام كتابة قديم يسبق كل الأنظمة المعروفة. قام هيملر بتعيين ولفرام سيفرز ليكون المدير الإداري للبعثة، على الأرجح بسبب مشاكل ويرث السابقة في موازنة المالية.  

### أوراسيا الغربية
في عام 1938، طلب فرانز ألتيم وشريكه في البحث إريكا تراوتمان من رعاة Ahnenerbe بعثتهم من أوروبا الوسطى عبر غرب آسيا لدراسة صراع داخلي على السلطة في الإمبراطورية الرومانية، والذي اعتقدوا أنه قاتل بين الشعوب الشمالية والسامية. حرصًا على تقدير النجاح الكبير للإمبراطورية الرومانية لشعب من بلدان الشمال الأوروبي، وافق Ahnenerbe على مضاهاة رايشمارك البالغ عددها 4000 والتي قدمها هيرمان جورينج، صديق قديم ل Trautmann's.  

### شوابيا جديدة
تم تنفيذ الحملة الألمانية الثالثة لقارة أنتاركتيكا بين عامي 1938 و1939. كان يقودها ألفريد ريتشر (1879-1863).

### ألمانيا

#### Hedeby
الحفريات التي كانت مستمرة في Hedeby منذ عام 1930 تم وضعها رسميا تحت رعاية Ahnenerbe في عام 1938 من قبل Jankuhn.

### التبت

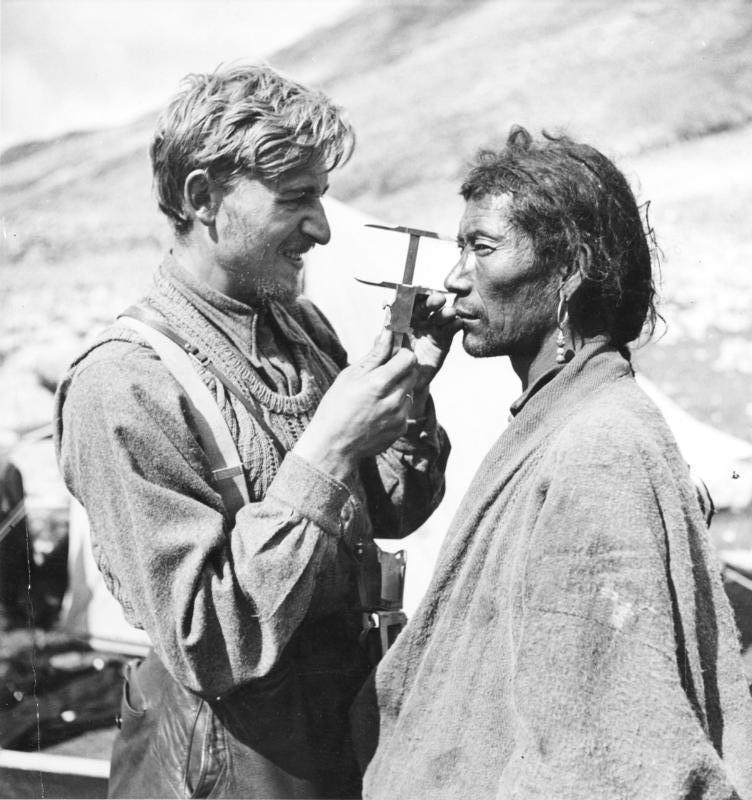
بدء إجراء دراسات الأنثروبومترية في سيكيم

في عام 1937، قرر هيملر التحقيق في مزاعم هانس إف. كي. غونثر بأن الآريين الأوائل قد غزوا معظم آسيا، بما في ذلك الهجمات على الصين واليابان في عام 2000 تقريبًا قبل الميلاد، وكان غوتاما بوذا نفسه أريانا فرع من سباق الشمال. توسع فالتر في وقت لاحق في هذه النظرية، حيث صرح في خطاب عام بأن أيديولوجية أدولف هتلر تتوافق مع نظرية بوذا، حيث أن الاثنين يتشاركان في تراث مشترك. ومع ذلك، وفقًا للبحث المعاصر، لم يكن هتلر نفسه مهتمًا بالبوذية أو التبت.

### بولندا

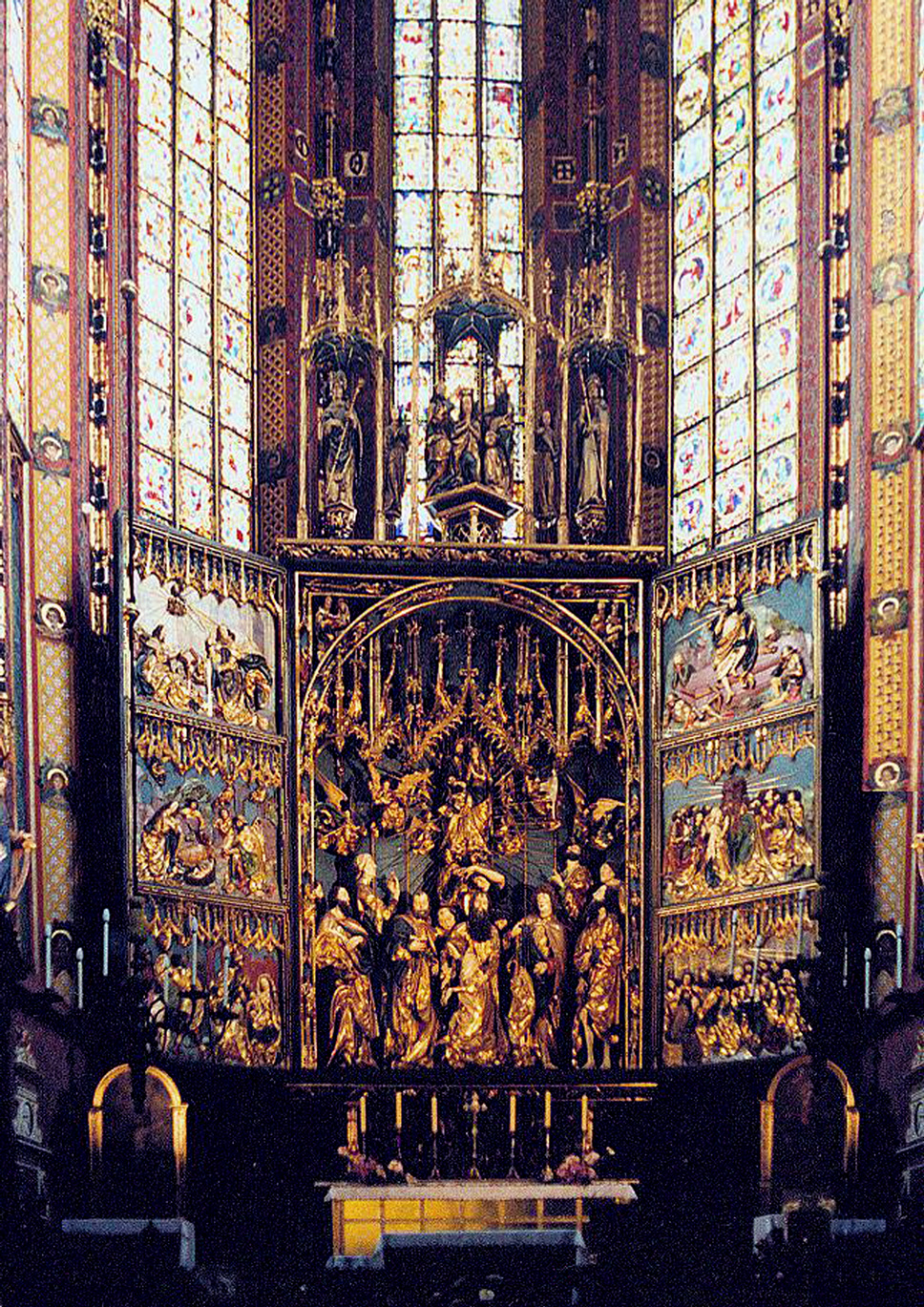
مذبح Veit Stoss

بعد غزو بولندا في عام 1939، كتب ولفرام سيفرز رسالة إلى هيملر شدد فيها على الحاجة إلى المعروضات المناسبة من العديد من المتاحف.